# Ollerton (Cheshire)
Ollerton is een civil parish in het bestuurlijke gebied Cheshire East, in het Engelse graafschap Cheshire met 329 inwoners.